# Macairea radula
Macairea radula är en tvåhjärtbladig växtart som först beskrevs av Aimé Bonpland, och fick sitt nu gällande namn av Dc.. Macairea radula ingår i släktet Macairea och familjen Melastomataceae. Inga underarter finns listade i Catalogue of Life.